# Blind Melon
Blind Melon is een indieband uit Californië, met succes in de jaren 1992-1995. In 1995 kwam er een voorlopig einde aan dit succes door de dood van leadzanger Shannon Hoon. In 2006 maakte de band een herstart met een nieuwe leadzanger, Travis Warren. Op 7 november 2008 werd de samenwerking met Travis stopgezet na onderlinge spanningen met de andere bandleden. De band brak een resterende tour af en zou in 2010 weer bij elkaar komen, met Travis als zanger.

## Geschiedenis
Blind Melon ontstond in Californië, met leden uit Indiana, Mississippi en Pennsylvania. In 1991 tekende de band bij het label Capitol Records. De band had dit vooral te danken aan de vriendschap tussen Shannon Hoon en Axl Rose, de zanger van Guns N' Roses. Het eerste album, geproduceerd door Rick Parashar (Pearl Jam), bestond uit 13 nummers met een grote variatie aan muziekgenres, van heavy metal tot classic rock. De verkoopcijfers bleven ver achter bij de verwachtingen, totdat de single No Rain een gigantisch succes werd, mede dankzij de populaire videoclip met Bee Girl Heather DeLoach, het zusje van de drummer Glen Graham. De tour van Blind Melon leek vervolgens een succes te worden. Maar na in het voorprogramma van o.a. Neil Young, The Rolling Stones en Soundgarden te hebben gestaan, moest de tour worden afgebroken vanwege het overmatige drugsgebruik van Hoon.

## Betekenis
De naam 'Blind Melon' zou volgens de vader van bassist Brad Smith slaan op een groep hippies uit Mississippi. Anderen beweren dat de naam is afgeleid van een blueszanger, Blind Lemon Jefferson geheten.

## Discografie

### Albums
- Blind Melon (1992)
- Soup (1995)
- Nico (1996)
- For My Friends (2008) - (2010) In Europa in 2010 uitgebracht

### Singles
| Single met eventuele hitnotering(en) in de Nederlandse Top 40 | Datum van verschijnen | Datum van binnenkomst | Hoogste positie | Aantal weken | Opmerkingen |
| ------------------------------------------------------------- | --------------------- | --------------------- | --------------- | ------------ | ----------- |
| I Wonder                                                      |                       |                       |                 |              |             |
| Tones of Home                                                 |                       |                       |                 |              |             |
| No Rain                                                       |                       | 20-12-1993            | 26              | 5            |             |
| Change                                                        |                       |                       |                 |              |             |
| Galaxie                                                       |                       |                       |                 |              |             |
| Toes Across The Floor                                         |                       |                       |                 |              |             |
| The Pusher                                                    |                       |                       |                 |              |             |

### NPO Radio 2 Top 2000
| Nummer met noteringen in de NPO Radio 2 Top 2000 | '14  | '15  | '16  | '17  | '18  | '19  | '20  | '21  |
| ------------------------------------------------ | ---- | ---- | ---- | ---- | ---- | ---- | ---- | ---- |
| No Rain                                          | 1580 | 1806 | 1448 | 1434 | 1814 | 1994 | 1964 | 1982 |

1. ↑  Een vetgedrukt getal geeft de hoogste notering aan.
2. ↑  2014 was het eerste jaar met een notering voor dit nummer.
3. ↑  Deze tabel is bijgewerkt tot en met de meest recente editie (2024).